# Deportationen af de norske jøder
Deportationen af de norske jøder fandt sted under 2. verdenskrig. I 1942 og 1943 blev 767 eller 768 nordmænd med jødisk baggrund deporteret til Tyskland. De fleste blev myrdet og kun 30 overlevede.
Myndighederne i Norge anerkendte ikke jøder som politiske flygtninge.